# قائمة محطات الطاقة في الصين

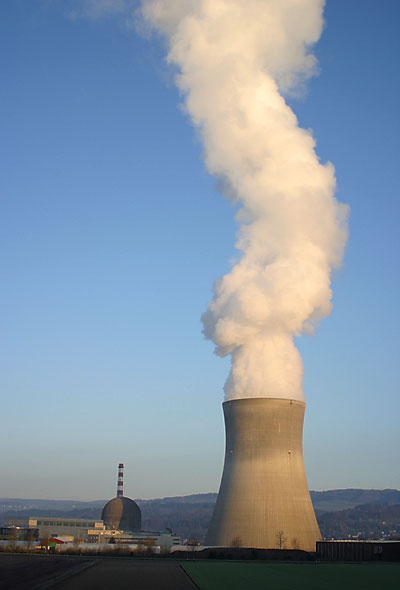
محطة ليبشتات في سويسرا

محطات الطاقة هي منشآت تُنتج الطاقة الكهربائية حيث يتم تحويل الطاقة الحرارية المستخدمة في المحطة إلى طاقة حركة لتشغيل المولد الكهربي الذي يعتبر العنصر الرئيس الذي تعمل كل عناصرالمحطة من أجل تشغيله.
و تتضمن القائمة التالية محطات الطاقة في جمهورية الصين الشعبية.

## محطات تعمل بالطاقة الغير متجددة
المحطات التالية هي محطات تعمل بواسطة وقود أحفوري غير متجدد وذلك عن طريقه حرقه وإضافة الهواء والأكسجين والاستفادة من الحرارة المتولدة في توليد الطاقة الكهربائية.

### محطات تعمل بالفحم
الفحم وقود أحفوري استخدم عبر التاريخ كمصدر للطاقة الحرارية، فأستخدم للتدفئة، وكوقود للقاطرات في بداية عهد اختراع الآلة البخارية. والاستخدام الأساسي اليوم لهذه الطاقة هو في إنتاج الكهرباء. وتعطي محطات إنتاج الكهرباء باحتراق الفحم الحجري ثلثي الكهرباء المستهلكة في العالم، كما أنه أحد أكبر مصادر انبعاثات ثاني أكسيد الكربون الغير طبيعية (أي كنتيجة لممارسات البشر). في عام 1999، كان مجمل الانبعاث العالمي من ثاني أكسيد الكربون المنبعث من الفحم كان 8666 مليون طن. في 2011، مجمل انبعاث ثاني أكسيد الكربون من الفحم الحجري كان 14416 طن. مولدات الكهرباء التي تستخدم الفحم تبعث حوالي 2000 رطل من ثاني أكسيد الكربون لتوليد كل ميجاواط/ساعة، وهو حوالي ضعف ما يبعثه الغاز الطبيعي لتوليد ذات الطاقة (المقدر ب1100 رطل).
| اسم المحطة                | الاسم باللغة الصينية | المقاطعة                | السعة الإجمالية (ميغاواط) | عدد الوحدات*القدرة الكهربية(ميغاواط) وحالة التشغيل | الشركة المالكة والمُشغلة                    | الموقع                                          |
| ------------------------- | -------------------- | ----------------------- | ------------------------- | -------------------------------------------------- | ------------------------------------------ | ----------------------------------------------- |
| محطة بليان للطاقة         | 北仑电厂             | تشيجيانغ                | 5,000                     | 5*600, 2*1000 تعمل في الخدمة                       | مجموعة جوديان للطاقة                       | 29°56′26″N 121°48′48″E / 29.94056°N 121.81333°E |
| محطة جواجينغ للطاقة       | 漕泾发电厂           | شانغهاي                 |                           | 2*1000 تعمل في الخدمة                              | شركة كهرباء شانغهاي                        |                                                 |
| محطة شياشين للطاقة        | 嘉兴电厂             | تشيجيانغ                | 5,000[بحاجة لمصدر]        | 2*300, 4*600, 2*1000 تعمل في الخدمة                | شركة تشيجيانغ جياهوا                       | 30°37′47″N 121°08′46″E / 30.62972°N 121.14611°E |
| محطة نبينغهاي للطاقة      | 宁海电厂             | تشيجيانغ                | 4,400                     | 4*600, 2*1,000 تعمل في الخدمة                      | شركة قوهوا                                 | 29°29′16″N 121°30′34″E / 29.48778°N 121.50944°E |
| محطة شيدونقكو للطاقة      | 石洞口发电厂         | شانغهاي                 |                           | 1*320, 3*300, 2*600, 2*660 تعمل في الخدمة          | شركة خوانينج الدولية للطاقة                |                                                 |
| محطة تايشان للطاقة        | 台山电厂             | غوانغدونغ               | 5,000                     | 5*600, 2*1000 تعمل في الخدمة                       | شركة قوهوا                                 | 21°52′00″N 112°55′22″E / 21.86667°N 112.92278°E |
| محطة وايغوغياو للطاقة     | 外高桥电厂           | شانغهاي                 | 5,000                     | 4*300, 2*900, 2*1000 تعمل في الخدمة                | الشركة الصينية لاستثمار الطاقة             | 31°21′21″N 121°35′50″E / 31.35583°N 121.59722°E |
| محطة يانغتشينغ للطاقة     | 阳城电厂             | شانشي                   | 4,620[بحاجة لمصدر]        | 6*350, 2*600 تعمل في الخدمة, 2*660 تحت الإنشاء     | مجموعة داتنق                               | 35°28′11″N 112°34′41″E / 35.46972°N 112.57806°E |
| محطة زوتشيان للطاقة       | 邹县电厂             | شاندونغ                 | 4,400                     | 4*335, 2*600, 2*1000 تعمل في الخدمة                | مجموعة هواديان                             | 35°19′36″N 116°56′02″E / 35.32667°N 116.93389°E |
| محطة هوتشاي للطاقة        | 后石电厂             | فوجيان                  | 4,200                     | 7*600 تعمل في الخدمة                               | مجموعة هوياينج                             | 24°18′11″N 118°07′35″E / 24.30306°N 118.12639°E |
| محطة يوهوان للطاقة        | 玉环电厂             | تشيجيانغ                | 4,000                     | 4*1,000 تعمل في الخدمة                             | شركة هوانينج                               | 28°06′57″N 121°08′16″E / 28.11583°N 121.13778°E |
| محطة شيانبي للطاقة        | 谏壁电厂             | جيانغسو                 | 3,980                     | 6*300, 2*1000 تعمل في الخدمة                       | مجموعة جوديان للطاقة                       | 32°10′54″N 119°34′35″E / 32.18167°N 119.57639°E |
| محطة شاجووا للطاقة        | 沙角电厂             | غوانغدونغ               | 3,880                     | 3*210, 2*300, 2*350, 3*660 تعمل في الخدمة          |                                            | 22°44′50″N 113°40′39″E / 22.74722°N 113.67750°E |
| محطة داتنق 2 للطاقة       | 大同第二电厂         | شانشي                   | 3,720                     | 6*200, 2*600 تعمل في الخدمة, 2*660 تحت الإنشاء     | مجموعة جوديان للطاقة                       | 40°01′44″N 113°17′37″E / 40.02889°N 113.29361°E |
| محطة سوزهيونغ للطاقة      | 绥中电厂             | لياونينغ                | 3,600                     | 2*800, 2*1,000 تعمل في الخدمة                      | شركة شينجهوا للطاقة                        | 40°04′48″N 120°00′27″E / 40.08000°N 120.00750°E |
| محطة سانبامينغ للطاقة     | 三百门电厂           | غوانغدونغ               | 3,200                     | 2*600, 2*1,000 تعمل في الخدمة                      | مجموعة داتنق                               | 23°33′58″N 117°05′49″E / 23.56611°N 117.09694°E |
| محطة تيوكيوتو للطاقة      | 托克托电厂           | مقاطعة منغوليا الداخلية | 5,400                     | 8*600, 2*300 تعمل في الخدمة, 2*600 تحت الإنشاء     | مجموعة داتنق                               | 40°11′49″N 111°21′52″E / 40.19694°N 111.36444°E |
| محطة هبولاي للطاقة        | 惠来电厂             | غوانغدونغ               | 3,200                     | 2*600, 2*1,000 تعمل في الخدمة                      | غوانغدونغ يويدان                           | 23°00′20″N 116°32′48″E / 23.00556°N 116.54667°E |
| محطة تونغلينغ للطاق       | 铜陵电厂             | آنهوي                   | 2,975                     | 2*300, 2*660, 1*1,055 تعمل في الخدمة               | خوانينغ                                    | 30°53′30″N 117°45′00″E / 30.89167°N 117.75000°E |
| محطة تايسنغ هاربور للطاقة | 太仓港电厂           | جيانغسو                 | 2,770                     | 2*135, 2*320, 2*330, 2*600 تعمل في الخدمة          | جولدين كونكورد للطاقة                      | 31°35′05″N 121°15′25″E / 31.58472°N 121.25694°E |
| محطة فوزهو للطاقة         | 福州电厂             | فوجيان                  | 2,720                     | 4*350, 2*660 تعمل في الخدمة                        | مجموعة جوديان للطاقة                       | 25°59′27″N 119°28′54″E / 25.99083°N 119.48167°E |
| محطة لياغانغ للطاقة       | 利港电厂             | جيانغسو                 | 2,600                     | 4*350, 2*600 تعمل في الخدمة                        |                                            | 31°56′22″N 120°04′54″E / 31.93944°N 120.08167°E |
| محطة لوهوانغ للطاقة       | 珞璜电厂             | تشونغتشينغ              | 2,600                     | 4*350, 2*600 تعمل في الخدمة                        |                                            | 29°20′55″N 106°26′05″E / 29.34861°N 106.43472°E |
| محطة تشيهواي للطاقة       | 珠海电厂             | غوانغدونغ               | 2,600                     | 2*600, 2*700MW تعمل في الخدمة                      | غوانغدونغ يويدان                           | 21°58′04″N 113°10′56″E / 21.96778°N 113.18222°E |
| محطة ديزهو للطاقة         | 德州电厂             | شاندونغ                 | 2,520                     | 4*300, 2*660 تعمل في الخدمة                        | شركة هوانينج                               | 37°27′07″N 116°14′35″E / 37.45194°N 116.24306°E |
| محطة نينغد للطاقة         | 宁德电厂             | فوجيان                  | 2,520                     | 2*600, 2*660 تعمل في الخدمة                        | مجموعة داتنق                               | 26°45′27″N 119°44′13″E / 26.75750°N 119.73694°E |
| محطة يانجزهو 2 للطاقة     | 扬州第二电厂         | جيانغسو                 | 2,400                     | 4*600 تعمل في الخدمة                               | مجموعة هواريان                             | 32°16′12″N 119°25′19″E / 32.27000°N 119.42194°E |
| محطة ووشوشان للطاقة       | 乌沙山电厂           | تشيجيانغ                | 2,400                     | 4*600, تعمل في الخدمة                              | مجموعة داتنق                               | 29°30′22″N 121°39′51″E / 29.50611°N 121.66417°E |
| محطة بينغويي للطاقة       | 平圩电厂             | آنهوي                   | 2,400                     | 4*600, تعمل في الخدمة                              |                                            | 32°41′03″N 116°54′05″E / 32.68417°N 116.90139°E |
| محطة تشيبابو للطاقة       | 西柏坡电厂           | خبي                     | 2,400                     | 4*300, 2*600 تعمل في الخدمة                        |                                            | 38°14′45″N 114°13′09″E / 38.24583°N 114.21917°E |
| محطة لوهو للطاقة          | 洛河电厂             | آنهوي                   | 2,400                     | 4*300, 2*600 تعمل في الخدمة                        | مجموعة داتنق                               | 32°41′07″N 117°04′40″E / 32.68528°N 117.07778°E |
| محطة فينغتشينغ للطاقة     | 丰城电厂             | جيانغشي                 | 2,400                     | 4*300, 2*600 تعمل في الخدمة                        | مجموعة جوديان للطاقة                       | 28°11′45″N 115°42′31″E / 28.19583°N 115.70861°E |
| محطة يانغلو للطاقة        | 阳逻电厂             | خوبي                    | 2,400                     | 4*300, 2*600 تعمل في الخدمة                        | شركة هوانينج                               | 30°41′38″N 114°32′35″E / 30.69389°N 114.54306°E |
| محطة تشيانغفان للطاقة     | 襄樊电厂             | خوبي                    | 2,400                     | 4*300, 2*600 تعمل في الخدمة                        | مجموعة هواديان                             | 31°54′57″N 112°10′10″E / 31.91583°N 112.16944°E |
| محطة جوانغيان للطاقة      | 广安电厂             | سيتشوان                 | 2,400                     | 4*300, 2*600 تعمل في الخدمة                        | مجموعة هواديان                             | 30°31′41″N 106°49′34″E / 30.52806°N 106.82611°E |
| محطة تشيانغياكو للطاقة    | 张家口电厂           | خبي                     | 2,400                     | 8*300 تعمل في الخدمة                               | مجموعة داتنق                               | 40°39′28″N 114°56′42″E / 40.65778°N 114.94500°E |
| محطة كيمين للطاقة         | 可门电厂             | فوجيان                  | 2,400                     | 4*600 تعمل في الخدمة                               | مجموعة هواديان                             | 26°22′24″N 119°45′44″E / 26.37333°N 119.76222°E |
| محطة تشيانغيانك للطاقة    | 湛江电厂             | غوانغدونغ               | 2,400                     | 4*300, 2*600 تعمل في الخدمة                        | شركة كهرباء شانغهاي                        | 21°18′35″N 110°24′34″E / 21.30972°N 110.40944°E |
| محطة بيانغليانغ للطاقة    | 平凉电厂             | قانسو                   | 2,400                     | 4*300, 2*600 تعمل في الخدمة                        | شركة هوانينج                               | 35°30′06″N 106°47′10″E / 35.50167°N 106.78611°E |
| محطة شوانجيانغ للطاقة     | 首阳山电厂           | مقاطعة خنان             | 2,240                     | 2*220, 2*300, 2*600 تعمل في الخدمة                 | مجموعة داتنق وهوريان                       | 34°43′53″N 112°45′21″E / 34.73139°N 112.75583°E |
| محطة بانشان للطاقة        | 盘山电厂             | تيانجين                 | 2,200                     | 2*500, 2*600 تعمل في الخدمة                        | شركة قوهوا ومجموعة داتنق                   | 39°58′55″N 117°27′40″E / 39.98194°N 117.46111°E |
| محطة يمين للطاقة          | 伊敏电厂             | مقاطعة منغوليا الداخلية | 2,200                     | 2*500, 2*600 تعمل في الخدمة                        | شركة هوانينج                               | 48°33′01″N 119°46′40″E / 48.55028°N 119.77778°E |
| محطة جينغيوان للطاقة      | 靖远电厂             | قانسو                   | 2,150                     | 4*220, 1*300, 2*330, 1*340 تعمل في الخدمة          | مجموعة جوديان للطاقة                       | 36°43′46″N 104°45′37″E / 36.72944°N 104.76028°E |
| محطة يوانباوشان للطاقة    | 元宝山电厂           | مقاطعة منغوليا الداخلية | 2,100                     | 1*300, 3*600 تعمل في الخدمة                        |                                            | 42°18′12″N 119°19′45″E / 42.30333°N 119.32917°E |
| محطة هيتزهو للطاقة        | 贺州电厂             | قوانغشي                 | 2,090                     | 2*1045                                             |                                            | 24°44′15″N 111°21′09″E / 24.73750°N 111.35250°E |
| محطة يوجينغ للطاقة        | 吴泾电厂             | شانغهاي                 | 2,075                     | 1*100, 1*125, 2*300, 1*50, 2*600 تعمل في الخدمة    |                                            | 31°03′31″N 121°27′56″E / 31.05861°N 121.46556°E |
| محطة هايمينغ للطاقة       | 海门电厂             | غوانغدونغ               | 2,060                     | 2*1,030 تعمل في الخدمة                             | شركة هوانينج                               | 23°11′17″N 116°39′14″E / 23.18806°N 116.65389°E |
| محطة بينغهاي للطاقة       | 平海电厂             | غوانغدونغ               | 2,060                     | 2*1,030 تعمل في الخدمة                             | شركات غوانغدونغ يودان، شركة كهرباء شانغهاي | 22°36′32″N 114°44′34″E / 22.60889°N 114.74278°E |
| محطة شواجنغيشان للطاقة    | 双鸭山电厂           | هيلونغجيانغ             | 2,030                     | 1*200, 3*210, 2*600, تعمل في الخدمة                | مجموعة جوديان للطاقة                       | 46°33′55″N 131°40′18″E / 46.56528°N 131.67167°E |
| محطة تايزهو للطاقة        | 泰州电厂             | جيانغسو                 | 2,000                     | 2*1,000 تعمل في الخدمة                             | مجموعة جوديان للطاقة                       | 32°11′14″N 119°54′59″E / 32.18722°N 119.91639°E |
| محطة شينتوا 2 للطاقة      | 神头第二电厂         | شانشي                   | 2,000                     | 4*500 تعمل في الخدمة                               | ستيت جريد ديفلوبمنت اينريجي                | 39°22′04″N 112°32′00″E / 39.36778°N 112.53333°E |
| محطة شينتو 1 للطاقة       | 神头第一电厂         | شانشي                   | 1,300                     | 2*50, 6*200 تعمل في الخدمة                         |                                            | 39°22′08″N 112°33′19″E / 39.36889°N 112.55528°E |
| محطة شوانجهواي للطاقة     |                      | تشونغتشينغ              | 1,920                     | 2*300, 2*660 تعمل في الخدمة                        | الشركة الصينية لاستثمار الطاقة             | 30°09′41″N 106°32′53″E / 30.16139°N 106.54806°E |

### محطات تعمل بالطاقة النووية
الطاقة النووية هي الطاقة التي يتم توليدها عن طريق التحكم في تفاعلات انشطار أو اندماج الأنووية الذرية. تستغل هذه الطاقة في محطات توليد الكهرباء النووية، لتسخين الماء لإنتاج بخار الماء الذي يستخدم بعد ذلك لإنتاج الكهرباء. في 2009، شكلت نسبة الكهرباء المنتجة من الطاقة النووية بحوالي 13-14% من إجمالي الطاقة الكهربية المنتجة في العالم. كما تعمل الآن أكثر من 150 غوّاصة بالطاقة النووية.العلماء ينظرون إلى الطاقة النووية كمصدر حقيقي لا ينضب للطاقة. ومما يثير المعارضة حول مستقبل الطاقة النووية هو التكاليف العالية لبناء المفاعلات، ومخاوف العامة المتعلقة بالسلامة، وصعوبة التخلص الآمن من المخلفات عالية الإشعاع. بالنسبة إلى التكلفة فهي عالية نسبيا من حيث بناء المفاعل ولكن تلك التكاليف تعوض بمرور الوقت حيث أن الوقود النووي رخيص نسبيا. وأما بالنسبة إلى المخاوف المذكورة فهي تُستغل من الأحزاب السياسية في الانتخابات بين مؤيدين ومعارضين بغرض الحصول على مقاعد كثيرة في البرلمانات. وقد تقدمت الصناعات النووية كثيرا بحيث أن لديها الاستعدادات لحل مسائل سلامة تشغيل المفاعلات والتخلص السليم من النفايات المشعة.
المحطة النووية هي موقع صناعي لإنتاج الحرارة عبر الإنشطار النووي للأنوية الذرية وذلك لإستعمالها لإنتاج الكهرباء وهذا الاستعمال هو الاستخدام الرئيسي في مجال استخدام الطاقة النووية المدنية.
تتكون المحطة النووية من أحد أو عدة مفاعلات نووية والتي تتراوح قوتها من بضع إلى آلاف الميغاواط (1500 ميغاوات في بعض المفاعلات ).

#### محطات في الخدمة حاليًا
| اسم المحطة                                   | السعة الإجمالية (ميغاواط) | عدد | المقاطعة                                        | الموقع                                                    | حالة التشغيل                                    |
| -------------------------------------------- | ------------------------- | --- | ----------------------------------------------- | --------------------------------------------------------- | ----------------------------------------------- |
| محطة دايا بايا للطاقة النووية (大亚湾核电站) | 1,888                     | 2   | مقاطعة لوجانا، مقاطعة شينزين ومقاطعة غوانغدونغ  | 22°36′N 114°33′E / 22.600°N 114.550°E                     | تعمل في الخدمة                                  |
| محطة ليانغ آو للطاقة النووية (岭澳核电站)    | 3,876                     | 4   | مقاطعة لوجانا، مقاطعة شينزين و مقاطعة غوانغدونغ | 22°36′17.24″N 114°33′05.36″E / 22.6047889°N 114.5514889°E | تعمل في الخدمة                                  |
| محطة هونجيانهي للطاقة النووية (红沿河核电站) | 1,080                     | 1   | وافانجديان ومقاطعة لياونينغ                     | 39°48′7″N 121°28′30″E / 39.80194°N 121.47500°E            | تعمل في الخدمة وهناك 5 مفاعلات أخرى تحت الإنشاء |
| محطة نينغد للطاقة النووية (宁德核电站)       | 1,080                     | 2   | فودينغ، نينغد مقاطعة فوجيان                     | 27°2.7′N 120°17′E / 27.0450°N 120.283°E                   | تعمل في الخدمة وهناك 5 مفاعلات أخرى تحت الإنشاء |
| محطة قينشان للطاقة النووية (秦山核电站)      | 4,038                     | 7   | مدينة هايانغ و مقاطعة غوانغدونغ                 | 30°26′08″N 120°57′23″E / 30.43556°N 120.95639°E           | تعمل في الخدمة وهناك مفاعلات أخرى تحت الإنشاء   |
| محطة تيانوان للطاقة النووية (田湾核电站)     | 2,120                     | 2   | ليانيونغانغ, مقاطعة جيانغسو                     | 34°41′13″N 119°27′35″E / 34.68694°N 119.45972°E           | تعمل في الخدمة وهناك مفاعلات أخرى تحت الإنشاء   |
| محطة يانغيانغ للطاقة النووية (阳江核电站)    | 1,086                     | 1   | مقاطعة يانغجيانغ ومقاطعة غوانغدونغ              | 21°42′30″N 112°15′40″E / 21.70833°N 112.26111°E           | تعمل في الخدمة وهناك 5 مفاعلات أخرى تحت الإنشاء |

#### محطات تحت الإنشاء
| اسم المحطة                                   | السعة الإجمالية (ميغاواط) | عدد المفاعلات | المقاطعة                     | الموقع                                          | حالة التشغيل |
| -------------------------------------------- | ------------------------- | ------------- | ---------------------------- | ----------------------------------------------- | ------------ |
| محطة فانجيتشان للطاقة النووية (方家山核电站) | 2,160                     | 2             | تشيجيانغ                     | 30°26′29″N 120°56′30″E / 30.44139°N 120.94167°E | تحت الإنشاء  |
| محط فوقين للطاقة النووية (福清核电站)        | 2,000                     | 2             | مقاطعة فوكينغ ومقاطعة فوجيان | 25°26′53″N 119°27′2″E / 25.44806°N 119.45056°E  | تحت الإنشاء  |
| محطة هايانغ للطاقة النووية (海阳核电站)      | 2,200                     | 2             | مدينة هايانغ مقاطعة شاندونغ  | 36°42.5′N 121°23′E / 36.7083°N 121.383°E        | تحت الإنشاء  |
| محطة سانمين للطاقة النووية (三门核电站)      | 2,200                     | 2             | مدينة سامين ومقاطعة تشيجيانغ | 29°6′4″N 121°38′31″E / 29.10111°N 121.64194°E   | تحت الإنشاء  |
| محطة تايشان للطاقة النووية (台山核电站)      | 3,500                     | 2             | تايشان، مقاطعة غوانغدونغ     | 21°54′43″N 112°58′58″E / 21.91194°N 112.98278°E | تحت الإنشاء  |

## محطات تعمل بالطاقة المتجددة

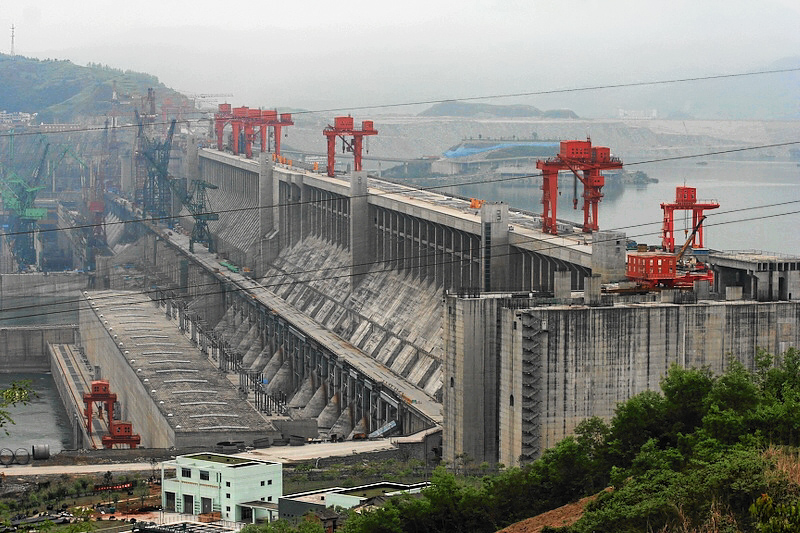
سد الممرات الثلاثة ويعد أكبر محطة لإنتاج الكهرباء في العالم مهما كان نوعها.

### محطات تعمل بواسطة الطاقة الكهرومائية
الطاقة الكهرومائية (نحت من كلمتي كهرباء ومائية), هي الطاقة الكهربائية التي يستفاد في توليدها من الطاقة المائية الكامنة. وهي بذلك تعد من أشكال الطاقة النظيفة الصديقة للبيئة والمستخدمة في نطاق عالمي واسع ويغلب استخراجها من السدود والموانع المائية.
| اسم المحطة                | الاسم بالصينية        | السعة الإجمالية (ميغاواط) | المقاطعة      | الموقع                                          | حالة التشغيل           |
| ------------------------- | --------------------- | ------------------------- | ------------- | ----------------------------------------------- | ---------------------- |
| سد آهاي                   | 阿海水电站            | 2,000                     |               | 27°21′02″N 100°30′23″E / 27.35056°N 100.50639°E | تعمل في الخدمة         |
| سد بايهيتان               | 白鹤滩水电站          | 16,000                    |               | 28°15′06″N 103°39′34″E / 28.25167°N 103.65944°E | تحت الإنشاء            |
| سد بايشان                 | 白山水电站            | 1,800                     |               | 42°43′35″N 127°13′25″E / 42.72639°N 127.22361°E | تعمل في الخدمة         |
| خزان بايليانهي            | 白莲河抽水蓄能电站    | 1,224                     |               | 30°36′15″N 115°26′52″E / 30.60417°N 115.44778°E | تعمل في الخدمة         |
| سد بانغيايو               |                       | 1,000                     |               |                                                 | يُعتزم البدء في التشغيل |
| خزان باقيوان 2            | 宝泉抽水蓄能电站2期   | 1,200                     |               |                                                 | يُعتزم البدء في التشغيل |
| خزان باقيوان              | 宝泉抽水蓄能电站      | 1,200                     |               |                                                 | تعمل في الخدمة         |
| سد إيرتان                 | 二滩水电站            | 3,300                     |               | 26°49′15″N 101°46′52″E / 26.82083°N 101.78111°E | تعمل في الخدمة         |
| خزان فينقينغ              | 丰宁抽水蓄能电站      | 3,600                     |               |                                                 | تحت الإنشاء            |
| سد جيهيان                 | 隔河岩水电站          | 1,200                     |               | 30°28′03″N 111°8′18″E / 30.46750°N 111.13833°E  | تعمل في الخدمة         |
| سد جيزيهوبا               | 葛洲坝水利枢纽        | 2,710                     |               | 30°44′23″N 111°16′20″E / 30.73972°N 111.27222°E | تعمل في الخدمة         |
| سد جوبيتان                | 构皮滩水电站          | 3,100                     |               | 27°22′31″N 107°37′59″E / 27.37528°N 107.63306°E | تعمل في الخدمة         |
| خزان غوانغدونغ            | 广州抽水蓄能电站      | 2,400                     |               | 23°45′52″N 113°57′12″E / 23.76444°N 113.95333°E | تعمل في الخدمة         |
| خزان هيميفينغ             | 黑麋峰抽水蓄能电站    | 1,200                     |               |                                                 | تعمل في الخدمة         |
| خزان هونغبينغ             | 洪坪抽水蓄能电站      | 2,400                     |               |                                                 | تحت الإنشاء            |
| خزان هوانغقو              | 荒沟抽水蓄能电站      | 1,200                     |               |                                                 | تحت الإنشاء            |
| بحير هواتينج              | 花凉亭水电站          | 40.0                      | مدينة تايهو   | 30°28′02″N 116°14′51″E / 30.46722°N 116.24750°E | تعمل في الخدمة         |
| خزان هوهت                 | 呼和浩特抽水蓄能电站  | 1,200                     |               |                                                 | تحت الإنشاء            |
| خزان هويزهو               | 惠州抽水蓄能电站      | 2,400                     |               | 23°16′07″N 114°18′50″E / 23.26861°N 114.31389°E | تعمل في الخدمة         |
| سد جينغهونغ               | 景洪水电站            | 1,750                     |               | 22°3′9″N 100°45′54″E / 22.05250°N 100.76500°E   | تعمل في الخدمة         |
| سد جينبينغ 1              | 锦屏一级水电站        | 3,600                     |               | 28°11′07″N 101°37′42″E / 28.18528°N 101.62833°E | تعمل في الخدمة         |
| سد جينبينغ 2              | 锦屏二级水电站        | 4,400                     |               | 28°07′42″N 101°47′27″E / 28.12833°N 101.79083°E | تعمل في الخدمة         |
| سد لايكسوا                | 拉西瓦水电站          | 4,200                     |               | 36°04′18″N 101°11′14″E / 36.07167°N 101.18722°E | تعمل في الخدمة         |
| سد ليجياتشا               | 李家峡水电站          | 2,000                     |               | 36°07′06″N 101°48′28″E / 36.11833°N 101.80778°E | تعمل في الخدمة         |
| سد ليوجياتشيا             | 刘家峡水电站          | 1,225                     |               | 35°56′02″N 103°20′34″E / 35.93389°N 103.34278°E | تعمل في الخدمة         |
| سد لونجتان                | 龙滩水电站            | 6,300                     |               | 25°01′38″N 107°02′51″E / 25.02722°N 107.04750°E | تعمل في الخدمة         |
| سد لونغيانغتشيا           | 龙羊峡水电站          | 1,280                     |               | 36°07′20″N 100°55′06″E / 36.12222°N 100.91833°E | تعمل في الخدمة         |
| سد مانوان                 | 漫湾水电站            | 1,750                     |               | 24°37′20″N 100°26′56″E / 24.62222°N 100.44889°E | تعمل في الخدمة         |
| سد نوزهادو                | 糯扎渡水电站          | 5,850                     |               | 22°39′22″N 100°25′06″E / 22.65611°N 100.41833°E | تعمل في الخدمة         |
| خزان بانلونغ              | 蟠龙抽水蓄能电站      | 1,200                     |               |                                                 | تحت الإنشاء            |
| سد بينغيشو                | 彭水水电站            | 1,750                     | مدينة ويولونج | 29°12′02″N 108°11′50″E / 29.20056°N 108.19722°E | تعمل في الخدمة         |
| سد بوبوغو                 | 瀑布沟水电站          | 3,300                     |               | 29°13′30″N 102°49′52″E / 29.22500°N 102.83111°E | تعمل في الخدمة         |
| خزان بوشيهي               | 蒲石河抽水蓄能电站    | 1,200                     |               |                                                 | تعمل في الخدمة         |
| خزان قينغيوان             | 清远抽水蓄能电站      | 1,280                     |               |                                                 | تعمل في الخدمة         |
| خزان شينزين               | 深圳抽水蓄能电站      | 1,200                     |               |                                                 | تحت الإنشاء            |
| خزان شيسانلينغ            | 十三陵抽水蓄能电站    | 800                       |               | 40°15′50″N 116°16′23″E / 40.26389°N 116.27306°E | تعمل في الخدمة         |
| سد شيوبيا                 | 水布垭水电站          | 1,840                     |               | 30°26′30″N 110°21′40″E / 30.44167°N 110.36111°E | تعمل في الخدمة         |
| سد شيوكو                  | 水口水电站            | 1,400                     |               | 26°18′11″N 118°48′43″E / 26.30306°N 118.81194°E | تعمل في الخدمة         |
| خازن تايإيان              | 泰安抽水蓄能电站      | 1,000                     |               |                                                 | تعمل في الخدمة         |
| سد الممرات الثلاثة        | 三峡水利枢纽          | 22,500                    |               | 30°49′15″N 111°00′08″E / 30.82083°N 111.00222°E | تعمل في الخدمة         |
| خزان تيانشي               | 天池抽水蓄能电站      | 1,200                     |               |                                                 | تحت الإنشاء            |
| خزان تيانهوانجبينج        | 天荒坪抽水蓄能电站    | 1,800                     |               | 30°28′13″N 119°36′21″E / 30.47028°N 119.60583°E | تعمل في الخدمة         |
| خزان تيانهوانجبينج الثاني | 天荒坪抽水蓄能电站2期 | 2,100                     |               |                                                 | يُعتزم البدء في التشغيل |
| تيان شينغقياو 1           | 天生桥1级水电站       | 1,200                     |               | 24°56′29″N 105°6′25″E / 24.94139°N 105.10694°E  | تعمل في الخدمة         |
| تيان شينغقياو 2           | 天生桥2级水电站       | 1,320                     |               | 24°54′47″N 105°9′19″E / 24.91306°N 105.15528°E  | تعمل في الخدمة         |
| سد تونغباي                | 桐柏抽水蓄能电站      | 1,200                     |               |                                                 | تعمل في الخدمة         |
| خزان ويندينغ              | 文登抽水蓄能电站      | 1,800                     |               |                                                 | تحت الإنشاء            |
| سد ودونغدي                | 乌东德水电站          | 10,200                    |               | 26°20′02″N 102°37′48″E / 26.33389°N 102.63000°E | تحت الإنشاء            |
| خزان وولونغشان            | 乌龙山抽水蓄能电站    | 2,400                     |               |                                                 | يُعتزم البدء في التشغيل |
| سد وقيانغشي               | 五强溪水电站          | 1,200                     |               | 28°46′33″N 110°55′25″E / 28.77583°N 110.92361°E | تعمل في الخدمة         |
| خزان ويوان شان            | 婺源山抽水蓄能电站    | 1,500                     |               |                                                 | يُعتزم البدء في التشغيل |
| سد تشيانغشيبي             | 向家坝水电站          | 7,750                     |               | 28°38′27″N 104°27′37″E / 28.64083°N 104.46028°E | تعمل في الخدمة         |
| خزان تشيانغشوجيان         | 响水涧抽水蓄能电站    | 1,000                     |               |                                                 | تعمل في الخدمة         |
| خزان تشيان يو             | 仙游抽水蓄能电站      | 1,200                     |               |                                                 | تعمل في الخدمة         |
| سد تشيالانغدي             | 小浪底水利枢纽        | 1,836                     |               | 34°55′26″N 112°21′55″E / 34.92389°N 112.36528°E | تعمل في الخدمة         |
| سد تشيوان                 | 小湾水电站            | 4,200                     |               | 24°42′11″N 100°05′31″E / 24.70306°N 100.09194°E | تعمل في الخدمة         |
| خزان تشيلونغ تشي          | 西龙池抽水蓄能电站    | 1,200                     |               |                                                 | تعمل في الخدمة         |
| سد تشيلودو                | 溪洛渡水电站          | 13,860                    |               | 28°13′02″N 103°33′46″E / 28.21722°N 103.56278°E | تعمل في الخدمة         |
| خزان يانغجيانغ            | 阳江抽水蓄能电站      | 2,400                     |               |                                                 | يُعتزم البدء في التشغيل |
| سد يانتان                 | 岩滩水电站            | 1,212                     |               | 24°02′26″N 107°30′43″E / 24.04056°N 107.51194°E | تعمل في الخدمة         |
| خزان يكسين                | 宜兴抽水蓄能电站      | 1,000                     |               |                                                 | تعمل في الخدمة         |
| خزان يونغاتي              | 永泰抽水蓄能电站      | 1,200                     |               |                                                 | يُعتزم البدء في التشغيل |
| سد زانجمو                 | 藏木水电站            | 510                       |               | 29°11′06″N 92°31′00″E / 29.18500°N 92.51667°E   | تحت الإنشاء            |
| خزان تشيانغ هيوان         | 张河湾抽水蓄能电站    | 1,000                     |               |                                                 | تعمل في الخدمة         |
| خزان تشوهاي               | 珠海抽水蓄能电站      | 1,800                     |               |                                                 | يُعتزم البدء في التشغيل |
| خزان زولايشان             | 徂徕山抽水蓄能电站    | 1,800                     |               |                                                 | يُعتزم البدء في التشغيل |

### محطات تعمل بطاقة المد والجزر
طاقة المد والجزر أو الطاقة القمرية هي نوع من طاقة الحركة التي تكون مخزونة في التيارات الناتجة عن المد والجزر الناتجة بطبيعة الحال عن جاذبية القمر والشمس ودوران الأرض حول محورها وعليه تـُصنف هذه الطاقة على انها طاقة متجددة.الكثير من الدول الساحلية بدأت الاستفادة من هذه الطاقة الحركية لتوليد الطاقة الكهربائية وبالتالي تخفيف الضغط عن محطات الطاقة الحرارية، والنتيجة تخفيف التلوث الصادر عن المحطات الحرارية التي تعمل بالفحم أو بالبترول.
| اسم المحطة                                       | السعة الإجمالية (ميغاواط) | المقاطعة | الموقع                                          | حالة التشغيل   | مرجع          |
| ------------------------------------------------ | ------------------------- | -------- | ----------------------------------------------- | -------------- | ------------- |
| محطة جيانغتشيا لطاقة المدة والجزر (江厦潮汐电站) | 3.2                       |          | 28°20′34″N 121°14′25″E / 28.34278°N 121.24028°E | تعمل في الخدمة | [ 21 ] [ 22 ] |

### محطات تعمل بطاقة الرياح
طاقة الرياح هي طاقة مستخرجة من الرياح باستخدام توربينات الرياح لإنتاج الطاقة الكهربائية، وطواحين الهواء من أجل الطاقة الميكانيكية، ومضخات الرياح لضخ المياه، أو لدفع أشرعة السفن. تعد طاقة الرياح بديل للوقود الأحفوري، وهي طاقة وفيرة وقابلة للتجدد، وتوجد على نطاق واسع، بجانب أنها طاقة نظيفة لا ينتج عنها انبعاثات غازات الاحتباس الحراري أثناء التشغيل وتستخدم مساحات قليلة من الأراضي. وأثرها على البيئة عادة ما يكون أقل إشكالية من مصادر الطاقة الأخرى.
| اسم المحطة                    | السعة الإجمالية (ميغاواط) | عدد الطواحين الهوائية | المقاطعة                              | الموقع                              | حالة التشغيل   |
| ----------------------------- | ------------------------- | --------------------- | ------------------------------------- | ----------------------------------- | -------------- |
| مزرعة رياح دابانشينغ          | 500                       |                       |                                       |                                     | تعمل في الخدمة |
| مزرعة رياح دانجيانهي          | 200                       | 207                   | مدينة تشانغبي، مقاطعة خبي             |                                     | تعمل في الخدمة |
| مزرعة رياح قانسو              | 20,000                    |                       | قانسو                                 | 40°12′N 96°54′E / 40.200°N 96.900°E | تحت الإنشاء    |
| مزرعة رياح هيوتنغليانغ        | 300                       | 200                   | منغوليا الداخلية ومدينة هوتيانج ليانج |                                     | تعمل في الخدمة |
| مزرعة رياح جيلين نوغيو تونغفا | 100.5                     | 118                   | مقاطعة جيلين ومدينة تونجيو            |                                     | تعمل في الخدمة |
| مزرعة رياح شانجيي لونجيان     | 150                       | 100                   | مقاطعة تشانغجياكو، مقاطعة خبي         |                                     | تعمل في الخدمة |
| مزرعة رياح شانجي قيجاشان      | 199.5                     | 133                   | مقاطعة تشانغجياكو، مقاطعة خبي         |                                     | تعمل في الخدمة |